# Nízkoprahové denní centrum
Nízkoprahové denní centrum (zkratka NDC) je sociální zařízení poskytující služby sociální prevence. Je určeno osobám v nepříznivé sociální situaci související s bydlením (ztráta bydlení, nevyhovující bydlení apod.). Nízkoprahové denní centrum nabízí lidem bez domova uspokojení jejich základních životních potřeb a sociální poradenství. Dle zákona o sociálních službách nízkoprahové denní centrum poskytuje osobám pomoc při osobní hygieně nebo poskytnutí podmínek pro osobní hygienu, stravu nebo pomoc při zajištění stravy a pomoc při uplatňování práv, oprávněných zájmů a obstarávání osobních záležitostí.

## Právní forma
Nízkoprahová denní centra mají různou právní formu. Mohou být součástí azylových nebo jiných sociálních služeb a v podobě různých integračních programů. Většina nízkoprahových denních center spadá do nestátních neziskových organizacích, jako např. právnické osoby církví a náboženských společností nebo spolky. Některá nízkoprahová denní centra mají formu obecně prospěšných společností. Nejvyšší počet nízkoprahových denních center má[kdy?] Naděje (8) a Oblastní charita (8), Charita (7), Armáda Spásy (7), Diecézní charita (4), Farní charita (4), Slezská diakonie (4) a dále Arcidiecézní charita Praha (2). Databázi nízkoprahových denních center lze najít v elektronickém Registru poskytovatelů sociálních služeb, jehož správcem je Ministerstvo práce a sociálních věcí.

## Cílová skupina
Nízkoprahová denní centra jsou svou náplní služeb určena lidem bez domova. Termín nízkoprahovost je užíván v souvislosti se sociální službou, která se zaměřuje na klienty nevyhledávající oficiální cesty pomoci a také prostředí nabízené služby se co nejvíce podobá prostředí klienta. Klienti v rámci nízkoprahovosti mohou uvést minimum potřebných informací. V nízkoprahovém denním centru jsou odstraňovány sociální, psychologické i technické bariéry využití služby. Služby v nízkoprahovém denním centru jsou určeny zletilým. Kvůli efektivnější sociální práci s klienty jsou v některých případech nízkoprahová denní centra rozdělena pro osoby ve věku 18–26 let (např. Naděje – Nízkoprahové denní centrum Bolzanova) a 26 let a výše (např. Naděje – Nízkoprahové denní centrum U Bulhara).

## Činnosti služby
Podle vyhlášky Ministerstva práce a sociálních věcí č. 505/2006 Sb. je základní činností nízkoprahových denních center pomoc při osobní hygieně nebo poskytnutí podmínek pro osobní hygienu. Do této činnosti konkrétně spadá umožnění celkové hygieny těla a pomoc při osobní hygieně. Poskytnutí stravy nebo pomoc při zajištění stravy, tedy vytvoření podmínek pro přípravu stravy a poskytnutí stravy odpovídající věku, zásadám racionální výživy a potřebám dietního stravování. Tato základní činnost může být zajišťována jen v rozsahu 1 úkonu. Poslední zákonnou činností je pomoc při uplatňování práv, oprávněných zájmů a při obstarávání osobních záležitostí jako jsou pomoc při vyřizování běžných záležitostí, pomoc při obnovení nebo upevnění kontaktu s rodinou a pomoc a podpora při dalších aktivitách podporujících sociální začleňování osob. Součástí např. Nízkoprahového denního centra Naděje U Bulhara je ordinace praktického lékaře, kde se provádí úkony jako běžná ošetření, lékařská vyšetření, předpis léků či vystavení lékařského potvrzení k poskytnutí ubytování, dále ordinace psychologa a psychiatra. V rámci terénní práce nabízejí nízkoprahová denní centra doprovázení klienta na úřady.

## Cíle služby
Služba by měla být v nízkoprahových denních centrech pro klienty co nejdostupnější. Cílem je, aby klient nízkoprahového denního centra měl v rámci poskytovaných činností zajištěny základní potřeby v nezbytném rozsahu (strava, hygiena, ošacení), získal základní informace a podporu při řešení nepříznivé sociální situace a měl vyřízené osobní doklady, zdravotní pojištění apod. Důležitou pomocí je to, aby klient obnovil nebo upevnil přirozené vztahy (rodina, přátelé, spolupracovníci). Dále, aby klient mohl řešit své závazky, získal zaměstnání nebo jiný legální příjem a nalezl dočasné ubytování (noclehárna, azylový dům, komerční ubytovna apod.). Důležitým cílem je také snížení zdravotních rizik souvisejících se způsobem života na ulici.

## Organizace pracující s lidmi bez domova

### Obecná charakteristika
Organizace pracující s lidmi bez domova v ČR mají jeden charakteristický rys. Většina z nich je přímo spojena s nějakou církví nebo ve svých stanovách artikuluje náboženské (v našem prostředí tedy křesťanské) principy. Je známo, že bezdomovectví není sociální problémem nové doby, naopak je trvale přítomným jevem a proto na něj odpovídají tradiční formy dobročinnosti. V ČR je vytvořena síť služeb, které odpovídají na základní potřeby lidí bez domova. Tato síť však zdaleka není optimální a je potřeba ji posílit. Reintegrace lidí bez domova a všech znevýhodněných vůbec je současnými službami zajišťována ještě méně uspokojivě než naplňování základních potřeb klientů. Je zde otevřen prostor pro nové služby a projekty.

### Organizace v ČR
V ČR je množství organizací, které poskytují služby lidem bez domova. Služby poskytované formou nízkoprahových denních center nabízí organizace jako Naděje, Oblastní charita, Charita, Armáda Spásy, Diecézní charita, Farní charita, Slezská diakonie, Arcidiecézní charita Praha, Astras, Azylové centrum Prostějov, Boétheia, Centrum sociálních a zdravotních služeb města Příbram, Elim Vsetín, Kotec, "Máš čas?", Městská charita České Budějovice, Městská charita Plzeň, Oblastní spolek Českého červeného kříže Zlín, Křesťanské společenství Jonáš, Pečovatelská služba okresu Benešov, Pomoc v nouzi, SKP – Centrum, Sociální služby města Havířov, SOPRE ČR. V roce 2023 uvádí Registr poskytovatelů sociálních služeb celkem 74 Nízkoprahových denních center.